# It's Always Sunny in Philadelphia
It's Always Sunny in Philadelphia är en amerikansk komediserie skapad av Rob McElhenney, Glenn Howerton, och Charlie Day. 
Serien har sänts i 16 säsonger i USA. I december 2020 meddelade TV-kanalen FX att inspelningen av fyra säsonger till planeras.
I Sverige visades säsong 1 på ZTV och säsong 2-4 på TV6. Samtliga dessa säsonger har repriserats på både TV6 och TV3. Säsong 1 och 2 har släppts på DVD i Sverige i en samlingsbox. De första 15 säsongerna av serien är tillgängliga för streaming på Disney+.

## Handling
Serien följer "The Gang", ett gäng med fem egoistiska vänner: tvillingarna Dennis Reynolds och Deandra "Sweet Dee" Reynolds, Charlie Kelly, Ronald "Mac" McDonald, och Frank Reynolds (Dennis och Sweet Dees far, men inte biologisk far), som driver förfallna Paddy's Pub, en bar i södra Philadelphia. De är oärliga, egoistiska, lata, manipulativa och ofta engagerade i kontroversiella frågor. I serien finner man dem utarbeta system och planer för att konspirera mot varandra och andra för egen vinning eller hämnd, eller helt enkelt för underhållningen.
Deras gemenskap är aldrig fast, någon av dem skulle snabbt kunna dumpa någon av de andra för en snabb vinst eller personlig vinning oavsett konsekvenserna. Nästan allt de gör resulterar i konkurrens med varandra och en stor del av showens dialog kretsar kring att karaktärerna bråkar eller skriker på varandra. Trots bristen på världslig framgång, behåller gänget generellt höga uppfattningar om sig själva, och visar ett ofta tvångsmässigt intresse för sitt eget rykte. Trots denna höga självkänsla, har gänget ofta lite känsla av skam då de försöker få vad de vill ha. De gör ofta saker som andra skulle finna förödmjukande, äckliga, befängda eller omoraliska.

## Rollista

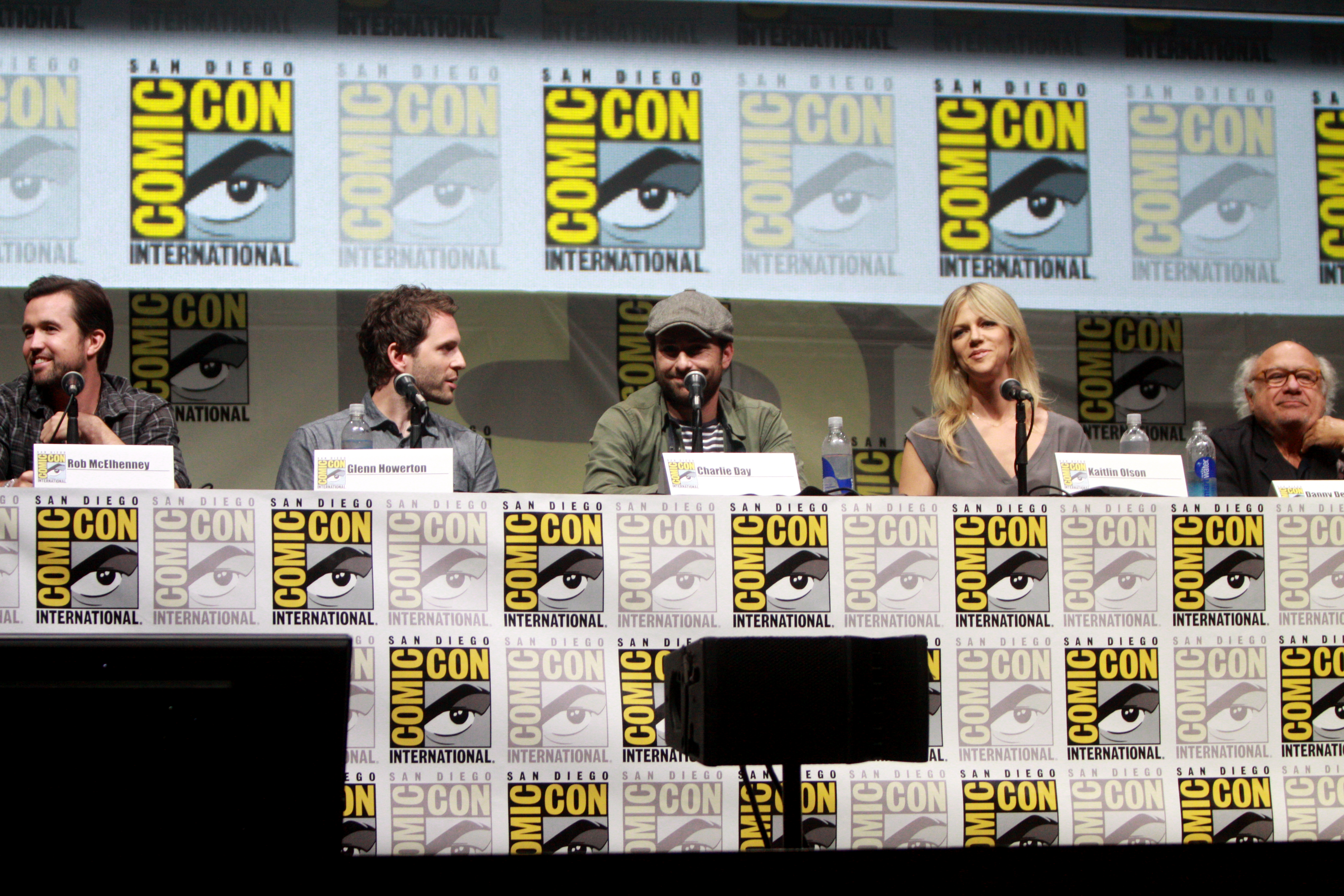
McElhenney, Howerton, Day, Olson och DeVito på Comic-Con i San Diego 2013.

### Huvudroller
| Glenn Howerton | – Dennis Reynolds              |
| Kaitlin Olson  | – Deandra "Sweet Dee" Reynolds |
| Rob McElhenney | – Ronald "Mac" McDonald        |
| Charlie Day    | – Charlie Kelly                |
| Danny DeVito   | – Frank Reynolds               |